# 高橋美樹の あさBANG!
高橋美樹の あさBANG！は、2004年4月から2007年3月31日まで毎週土曜日の7:00 - 10:20に秋田放送（ABSラジオ）で生放送されていたラジオ番組。高橋が不在の時は新聞欄に「○○のるすBANG!」と紹介されている。

## 司会者のやりくり
高橋美樹が「元気一番生テレビ」に出演のため（数ヶ月に1回はこの番組と重なっている）、2004年10月30日は加藤隆弘が、同12月25日は松井梨絵子が、2005年3月26日は松本龍（現:KHB）が代役を務める（「○○のるすBANG!」という一時的なタイトルで）。この代役パターンは加藤隆弘が中心になり続いた。その後、2006年7月22日は松浦大悟、2007年1月13日は井関裕貴が代役。その後、酒井茉耶・石井綾子らがコンビで代理をするようになった。
また、この番組ではインディーズの楽曲をよく放送する。

## タイムテーブル
- 7:00 オープニング
- 7:05 県内イベント情報
- 7:10 ラジオアミューズメントワールド
- 7:25 朝の歳時記
- 7:30 日産ラジオナビ
- 7:37 押しBANG！
- 7:55 さきがけニュース
- 8:00 話題のアンテナ 日本全国8時です
- 8:25 交通情報（提供：聖教新聞)
- 8:30 おはようレーダー（提供：秋田三菱自動車）
- 8:40 押しBANG！
- 8:55 さきがけニュース
- 9:05 TOYOTA Presents 片山右京のShall We Drive?～ドライブしようよ!～
- 9:20 交通情報
- 9:25 ほっとちゃっと秋田（第1、2土）（提供：秋田創価学会）エンタの壷（第3、4、5土）
- 9:40 音楽遺産（第1，2土）
- 9:50 押しBANG！
- 9:55 さきがけニュース
- 10:00 秋田ここだけニュース
- 10:05 県内イベント情報
- 10:10 交通情報（JATIC秋田）
- 10:15 押しBANG！
- 10:19 エンディング

## 各コーナー
- 押しBANG！

番組一押しの一曲を放送。一時間に一回放送する。
- エンタの壷

エンターテイメント情報を番組独自の視点から発信。最終回には3年間を振り返ったカルトクイズを出題し高得点取得者と、参加者から抽選でプレゼントがあった。